# Persbo
Persbo est une localité de Suède dans la commune de Ludvika située dans le comté de Dalécarlie.
Sa population était de 74 habitants en 2015.